# Viktor von Sandberger

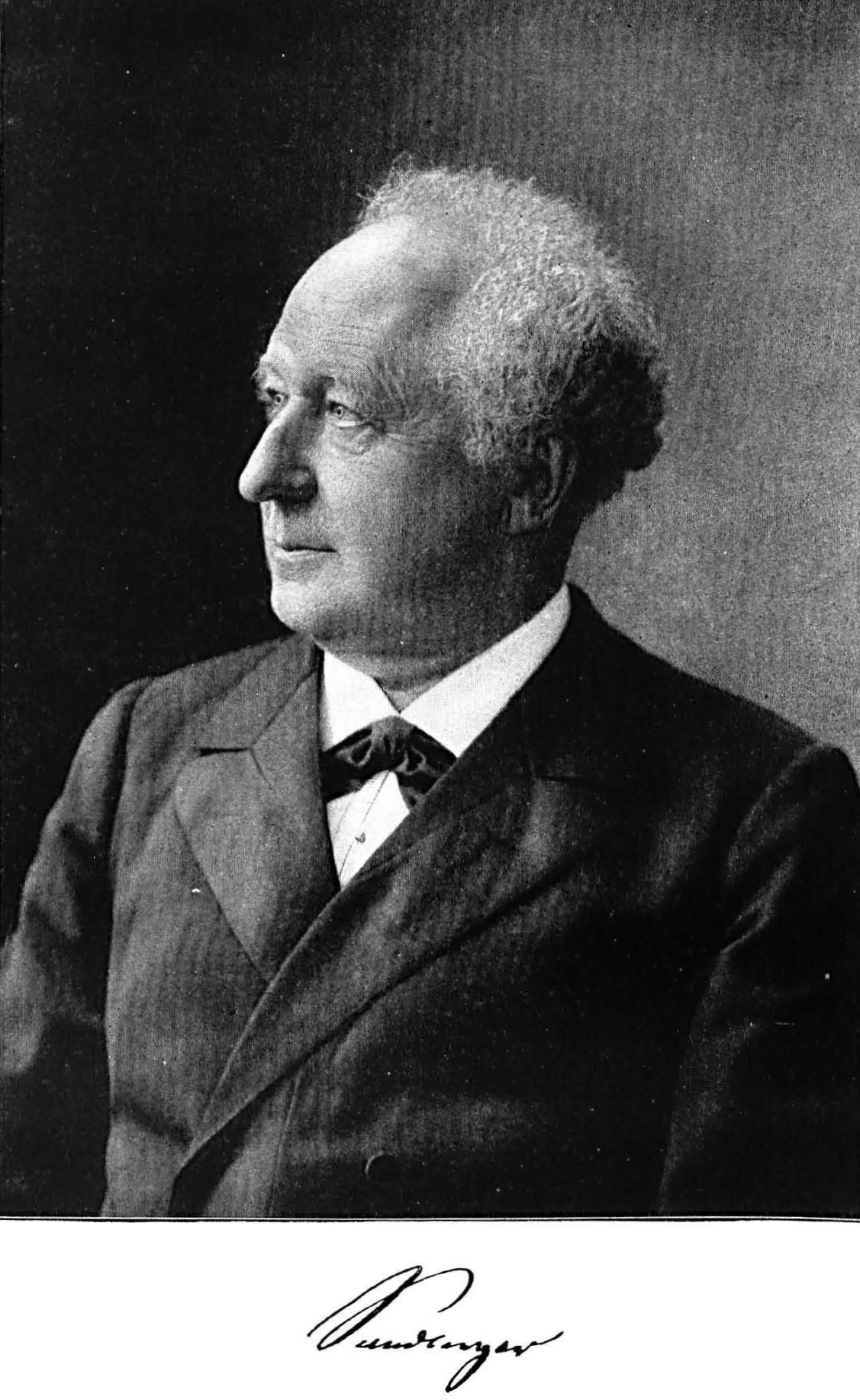
Viktor von Sandberger

Viktor Sandberger, ab 1902 von Sandberger (* 10. April 1835 in Benzenzimmern/Ostwürttemberg; † 12. Mai 1912 in Stuttgart), war ein deutscher Theologe und Präsident des Konsistoriums der Evangelischen Landeskirche in Württemberg.

## Leben und Beruf
Von Sandberger war ab 1860 Repetent. 1864 wurde er Diakon in Herrenberg und 1872 in Tübingen. Dort übernahm er 1875 zugleich die Stelle eines Bezirksschulinspektors und Garnisonspfarrer. 1885 wurde von Sandberger zum Dekan in Tübingen und ab 1890 zum Prälaten und Generalsuperintendenten in Heilbronn berufen. 1895 bis 1905 war er Generalsuperintendent in Reutlingen. In jener Zeit war er auch außerordentliches Mitglied des württembergischen Konsistoriums, dessen Präsident er 1905 wurde, nachdem Wilhelm Freiherr von Gemmingen in den Ruhestand getreten war. Er war damit einer der höchsten Repräsentanten der Evangelischen Landeskirche in Württemberg. 1910 trat er als Präsident des Konsistoriums unter Verleihung des Titels Exzellenz in den Ruhestand.
Von Sandberger gehörte auch mehrmals der württembergischen Landessynode an. In der IV. Synode war er ab 1892 geistliches Mitglied im Synodalausschuss. Während der V. und VI. Synode war er 1897 bzw. 1900 Vorsitzender der kirchenrechtlichen Kommission.

## Politik
Als Generalsuperintendent von Heilbronn und Reutlingen war Viktor von Sandberger auch Mitglied in der württembergischen Kammer der Abgeordneten. Mit dem Amt des Präsidenten des württembergischen Konsistoriums war ab 1906 ein Mandat in der Ersten Kammer der württembergischen Landstände verbunden.

## Auszeichnungen
- 1889 Jubiläumsmedaille
- 1900 Kommenturkreuz II. Klasse des Friedrichs-Ordens (1907 I. Klasse)
- 1902 Ehrendoktorwürde der evangelisch-theologischen Fakultät der Universität Tübingen (D. theol. h. c.)
- 1902 Ehrenritterkreuz des Ordens der württembergischen Krone, verbunden mit der Erhebung in den persönlichen Adel (1903 Kommenturkreuz)
- 1905 Ehrenbürger von Herrenberg
- 1910 Preußischer Roter Adlerorden II. Klasse mit Stern